# 2018年平昌オリンピックのポーランド選手団
2018年平昌オリンピックのポーランド選手団（2018ねんピョンチャンオリンピックのポーランドせんしゅだん）は、2018年2月9日から23日まで大韓民国江原道平昌で開催された2018年平昌オリンピックのポーランド選手団、およびその競技結果。

## メダル
| メダル | 選手名                                                                | 競技           | 種目               |
| ------ | --------------------------------------------------------------------- | -------------- | ------------------ |
| 金     | カミル・ストッフ                                                      | スキージャンプ | 男子個人ラージヒル |
| 銅     | マチェイ・コット ステファン・フラ ダヴィド・クバツキ カミル・ストッフ | スキージャンプ | 男子団体ラージヒル |

## スケート

### フィギュアスケート
- アイスダンス - 1組